# Globigerinatheka
Globigerinatheka es un género de foraminífero planctónico de la subfamilia Porticulasphaerinae, de la familia Globigerinidae, de la superfamilia Globigerinoidea, del suborden Globigerinina y del orden Globigerinida. Su especie-tipo es Globigerinatheka barri. Su rango cronoestratigráfico abarca desde el Luteciense medio (Eoceno medio) hasta el Priaboniense (Eoceno superior).

## Descripción
Globigerinatheka incluía especies con conchas trocoespiraladas, de forma subesférica o globosa, inicialmente trocospira baja, después alta, y finalmente estreptoespiralada; sus cámaras eran globulares a ovaladas, creciendo en tamaño de manera gradual, generalmente con 4,5 a 5 cámaras en el estadio inicial, y con una última cámara ampulada que cubre el ombligo; sus suturas intercamerales eran incididas y rectas; su contorno ecuatorial era redondeado y lobulado; su periferia era redondeada; su ombligo estaba oculto bajo la última cámara ampulada; en el estadio inicial su abertura principal era interiomarginal, umbilical (intraumbilical), con forma de arco pequeño; en el estadio final, la cámara ampulada presentaba dos aberturas accesorias infralaminares; también presentaban aberturas suplementarias suturales, protegidas por labios groseros o con bullas que tenían, a su vez, aberturas accesorias; presentaban pared calcítica hialina, perforada con poros en copa, y superficie reticulada y espinosa (con bases de espinas).

## Discusión
En Globigerinatheka se incluyen especies que en el pasado fueron habitualmente clasificadas en Globigerapsis y Porticulasphaera.
El género Globigerapsis ha sido considerado un sinónimo subjetivo posterior de Globigerinatheka, aunque algunos autores sugieren que es un taxón distinto y válido que se diferencia por la pared muricada y aberturas suplementarias generalmente no cubiertas por bullas. El género Globigerapsis fue propuesto precisamente para acomodar las formas subesféricas similares a Globigerinatheka pero sin bullas. Sin embargo, algunos consideraron que la presencia o ausencia de bullas no conlleva una distinción a nivel de género (las especies consideradas en Globigerapsis también parecían tener ocasionalmente bullas), y por consiguiente se consideró Globigerapsis un sinónimo posterior. Posteriormente se propuso que Globigerapsis presentaba pared muricada, se hipotetizó que representaba un descendiente de Muricoglobigerina y se creó una familia que incluía ambos géneros, la familia Globigerapsidae. Esta propuesta fue más tarde rechazada, ya que otros autores, tras analizar y fotografiar gran cantidad de ejemplares, indicaron que las especies de Globigerapsis no presentan murica, y en consecuencia volvieron a apoyar la sinonimia de ambos géneros, dando prioridad a Globigerinatheka. Los autores partidarios de considerar Globigerapsis un taxón válido incluyen en el género fundamentalmente las especies index y kugleri (su especie tipo), aunque también se ha incluido en ocasiones a las especies subconglobata (por ser considerada un sinónimo posterior de kugleri), curryi y euganea, todas ellas asignadas habitualmente a Globigerinatheka
El género Porticulasphaera ha sido considerado un sinónimo subjetivo posterior bien de Globigerapsis o bien de Globigerinatheka, aunque algunos autores sugieren que es un taxón distinto y válido que se diferencia una última cámara inflada subesférica y suturas poco incididas, dando a la concha una forma subesférica, y, además, aberturas suplementarias solo en la última cámara, bordeadas de labios gruesos. Porticulasphaera tiene un historia controvertida, ya que fue originalmente descrito basándose en ejemplares de concha subesférica, incorrectamente identificados como mexicana, su especie tipo. Un reestudio del holotipo de mexicana sugirió que pertenecía a Globigerapsis, y por tanto que Porticulasphaera era un sinónimo posterior. Para abarcar las formas que se habían incluido en Porticulasphaera, estos autores propusieron como sustituto el género Orbulinoides, proponiendo como especie tipo a beckmanni, una especie que había sido originalmente definida como perteneciente al género Porticulasphaera. Sin embargo, este género, utilizando la misma especie tipo, había sido definido por otro autor unos meses antes, con unas características que no se ajustaban al concepto taxonómico dado a Porticulasphaera. Una enmienda posterior del género restituyó el sentido taxonómico que tenía originalmente, y es este concepto taxonómico el utilizado por los autores que lo aceptan como válido.

## Paleoecología
Globigerinatheka incluía especies con un modo de vida planctónico, de distribución latitudinal subtropical a templada, y habitantes pelágicos de aguas intermedias (medio mesopelágico superior).

## Clasificación
Globigerinatheka incluye a las siguientes especies:
- Globigerinatheka barri †
- Globigerinatheka curryi †
- Globigerinatheka euganea †
- Globigerinatheka index †, considerada como Globigerapsis index
- Globigerinatheka luterbacheri †
- Globigerinatheka micra †
- Globigerinatheka rubriformis †
- Globigerinatheka subconglobata †, considerada como Globigerapsis subconglobatus

Otras especies consideradas en Globigerinatheka son:
- Globigerinatheka globosa †
- Globigerinatheka korotkovi †
- Globigerinatheka kugleri †, también considerada como Globigerapsis kugleri
- Globigerinatheka kutchensis †
- Globigerinatheka lindiensis †
- Globigerinatheka mexicana †, considerada como Porticulasphaera mexicana
- Globigerinatheka semiinvoluta †, considerada como Porticulasphaera semiinvoluta
- Globigerinatheka senni †, considerada como Muricoglobigerina senni
- Globigerinatheka tropicalis †, considerada como Porticulasphaera tropicalis